# Anna Pollatou
Anna Pollatou (grekiska: Αννα Πολάτου), född 8 oktober 1983 i Argostoli på Kefalinia, död 17 maj 2014 nära Varda i Elis, var en grekisk gymnast.
Hon tog OS-brons i rytmisk gymnastik för trupper i samband med de olympiska gymnastiktävlingarna 2000 i Sydney.
Pollatou dog i en bilolycka.